# 张本仁
张本仁（1929年5月28日—2016年11月1日），男，汉族，安徽怀远人，中国地球化学家，中国地质大学教授。

## 生平
1929年出生于安徽怀远。1952年毕业于南京大学地质系，1956年北京地质学院研究生毕业。1999年当选为中国科学院院士。
2016年11月1日在北京逝世，享年87岁。